# 이중선
이중선(1992년 9월 20일 ~ )는 대한민국의 크레이지레이싱 카트라이더 전 프로게이머로 이중대 선수의 쌍둥이 동생이다.

## 수상 경력
- 2010 제 11차 넥슨 카트라이더 리그 7위
- 2011 제 13차 넥슨 카트라이더 리그 8위
- 2011 제 14차 넥슨 카트라이더 리그 8위
- 2012 제 15차 넥슨 카트라이더 리그 4위
- 2013 제 17차 넥슨 카트라이더 리그 4위
- 2014 넥슨 카트라이더 시즌제로 본선 (인제 스피디움)
- 2019 KT 5G 멀티뷰 카트라이더 리그 시즌2 팀전부분 3위 (아프리카 프릭스) (첫 입상)

## 개인 방송

#### 장르
- 크레이지레이싱 카트라이더
- 카트라이더 러쉬플러스